# Norco (California)
Norco è una città degli Stati Uniti d'America situata nella Contea di Riverside, nello Stato della California.